# 2008年夏季奥林匹克运动会索马里代表团
2008年夏季奥林匹克运动会索馬里代表团会参加2008年8月8日至24日在中国北京主办的第29届夏季奥运。代表团共有兩人，一男一女都參與田徑項目。

## 田徑
- Samiyo Yusuf（女子400米）
- Samiyo Yusuf（女子800米）
- Abdinasir Saeed（男子5000米）
- Abdinasir Saeed（男子10000米）